# Phalangitis
Phalangitis is een geslacht van vlinders van de familie koolmotten (Plutellidae).

## Soorten
- P. crymorrhoa Meyrick, 1907
- P. pellochroa Turner, 1913
- P. triaria Meyrick, 1907
- P. tumultuosa Meyrick, 1907
- P. veterana Meyrick, 1907